# Пірі-пірі
Пірі-пірі (Piri piri), часто вживається з написанням через дефіс або одним словом, також з варіантом написання peri peri або pili pili) — сорт червоного перцю (Capsicum frutescens) невеликих розмірів, відомий також як пташине око. Росте в дикій природі і культивується промислово.
Як культурна рослина цей сорт розвинувся від перцю малагета (батьківщина — Кариби) в південно-східній Африці і був поширений португальцями на їхніх індійських територіях Гуджарат та Гоа.

## Етимологія назви
Мовою суахілі назва peri peri означає просто «перець перець», або «сильний перець» (повторення слова є його посиленням). У португальській мові теж інколи говорять і пишуть peri peri, особливо в Мозамбіку серед носіїв португальської мови. В англійській мові назва piri piri найчастіше вживається щодо соусів, виготовлених з цього виду перцю.

## Характеристики

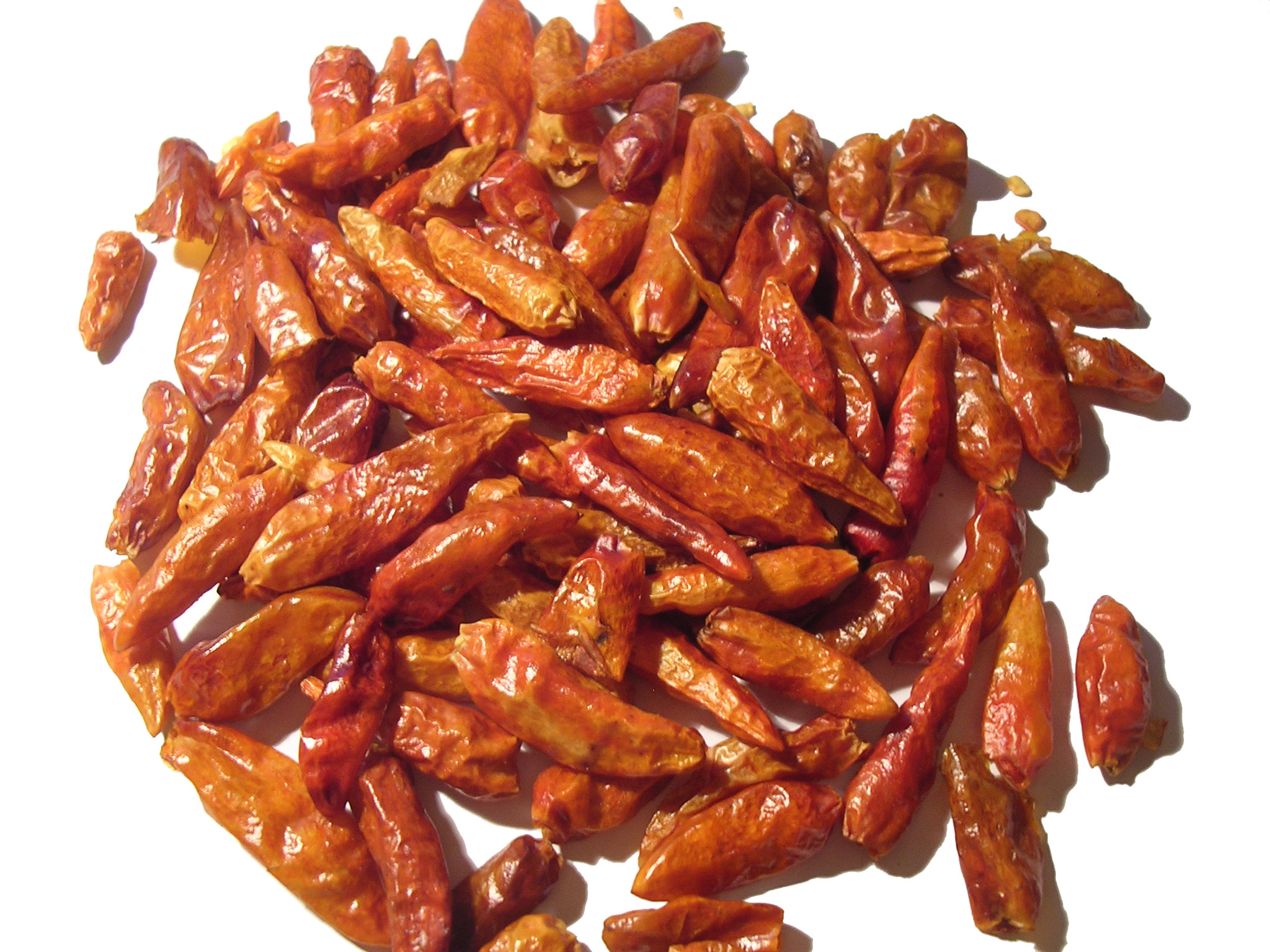
Сушені плоди пірі-пірі

Кущі перцю пірі-пірі зазвичай дуже густі, висотою досягають 45–120 см, з листям 4–7 см довжиною і 1,3–1,5 см шириною. Плоди конічні затуплені, 2–3 см довжиною. Недозрілі плоди зелені, зрілі — яскраво-червоні або пурпурові. Деякі різновиди сорту «пташине око» досягають гостроти 175000 за шкалою Сковілла.

## Вирощування
Як і всі чилі-перці, пірі-пірі походить з Американського континенту, але розповсюдився в дикій природі також в Африці, і у XXI столітті вирощується в промислових масштабах у Замбії, Уганді, Малаві, Зімбабве і Руанді. Крім компоненту соусів і страв використовується також у фармацевтиці. Вирощування пірі-пірі є досить трудомістким.

## СоусPiri piri

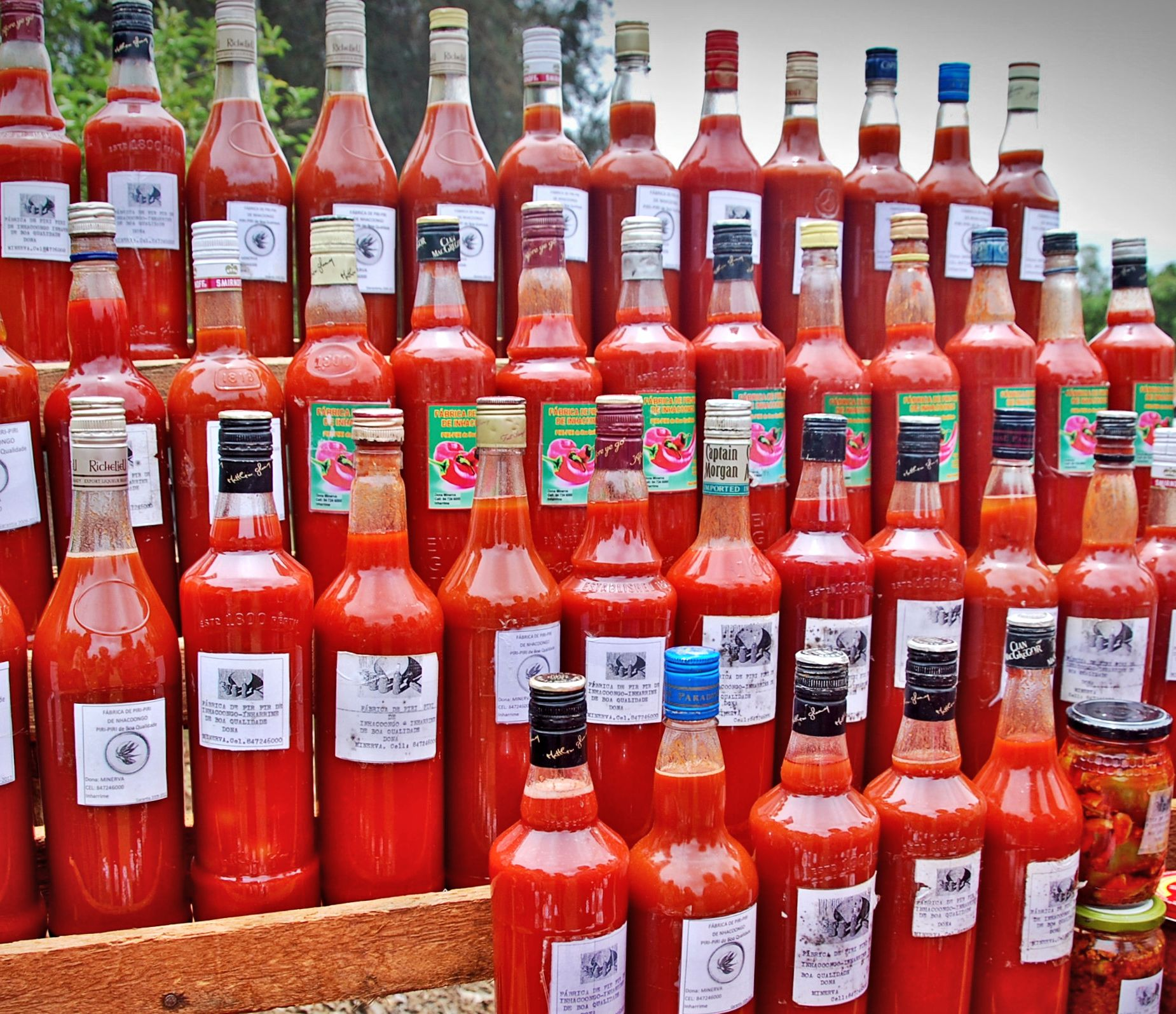
Соус Piri piri

У Анголі, Намібії, Мозамбіку і Південній Африці широко застосовується соус на основі перцю пірі-пірі. Його роблять з потовчених перців, цитрусової шкірки, цибулі, перцю[якого?], часнику, солі, лимонного соку, лаврового листя, паприки[якої?], пім'єнто, базиліку, орегано і тархуну.